# Ducula
Ducula Hodgson, 1836 è un genere della famiglia dei Columbidi.

## Descrizione
Questo gruppo di grandi colombi comprende 39 specie che vanno dalle dimensioni di un piccione selvatico a circa il doppio di un colombaccio.

## Distribuzione e habitat
La loro distribuzione comprende il sud dell'Asia, Australia, e isole del Pacifico.

## Biologia
Si nutrono principalmente di frutti anche di grandi dimensioni che ingeriscono interi, poiché hanno l'esofago particolarmente estensibile. Per facilitare i processi digestivi ingoiano pietre per la triturazione. Hanno abitudini prettamente arboree e scendono a terra per ingerire materiale inorganico e terriccio ricco di sali. Depongono un singolo uovo per covata.

## Tassonomia
Sono affini al genere Ptilinopus. Le specie appartenenti al genere Ducula possono essere raggruppate in 12 superspecie molto affini tra loro e che si sono differenziate in tempi recenti a causa dell'isolamento insulare delle isole polinesiane.
Il genere Ducula comprende le seguenti specie:
- Ducula poliocephala (G. R. Gray, 1844) - Colomba imperiale pancia rosa;
- Ducula forsteni (Bonaparte, 1854) - Colomba imperiale pancia bianca;
- Ducula mindorensis (J. Whitehead, 1896) - Colomba imperiale di Mindoro;
- Ducula radiata (Quoy e Gaimard, 1830) - Colomba imperiale testa grigia;
- Ducula carola (Bonaparte, 1854) - Colomba imperiale macchiato;
- Ducula aenea (Linnaeus, 1766) - Colomba imperiale verde;
- Ducula nicobarica (Pelzeln, 1865) - Colomba imperiale delle Nicobare;
- Ducula perspicillata (Temminck, 1824) - Colomba imperiale dagli occhiali;
- Ducula neglecta (Schlegel, 1866) - Colomba imperiale di Seram;
- Ducula concinna (Wallace, 1865) - Colomba imperiale elegante;
- Ducula pacifica (J. F. Gmelin, 1789) - Colomba imperiale del Pacifico;
- Ducula oceanica (Lesson e Garnot, 1826) - Colomba imperiale di Micronesia;
- Ducula aurorae (Peale, 1848) - Colomba imperiale di Polinesia;
- Ducula galeata (Bonaparte, 1855) - Colomba imperiale delle Marchesi;
- Ducula rubricera (Bonaparte, 1854) - Colomba imperiale dal corno rosso;
- Ducula myristicivora (Scopoli, 1786) - Colomba imperiale delle spezie;
- Ducula rufigaster (Quoy e Gaimard, 1830) - Colomba imperiale coda viola;
- Ducula basilica Bonaparte, 1854 - Colomba imperiale pancia cannella;
- Ducula finschii (E. P. Ramsay, 1882) - Colomba imperiale di Finsch;
- Ducula chalconota (Salvadori, 1874) - Colomba imperiale splendente;
- Ducula pistrinaria Bonaparte, 1855 - Colomba imperiale delle isole;
- Ducula rosacea (Temminck, 1836) - Colomba imperiale testa rosa;
- Ducula whartoni (Sharpe, 1887) - Colomba imperiale di Christmas;
- Ducula pickeringii (Cassin, 1855) - Colomba imperiale grigio;
- Ducula latrans (Peale, 1848) - Colomba imperiale di Peale;
- Ducula brenchleyi (G. R. Gray, 1870) - Colomba imperiale pancia castana;
- Ducula bakeri (Kinnear, 1928) - Colomba imperiale di Baker;
- Ducula goliath (G. R. Gray, 1859) - Colomba imperiale gigante;
- Ducula pinon (Gaimard, 1823) - Colomba imperiale di Pinon;
- Ducula melanochroa (P. L. Sclater, 1878) - Colomba imperiale nero;
- Ducula mullerii (Temminck, 1835) - Colomba imperiale dal collare;
- Ducula zoeae (Lesson, 1826) - Colomba imperiale di Zoe;
- Ducula badia (Raffles, 1822) - Colomba imperiale di montagna;
- Ducula lacernulata (Temminck, 1822) - Colomba imperiale dorso scuro;
- Ducula cineracea (Temminck, 1835) - Colomba imperiale di Timor;
- Ducula bicolor (Scopoli, 1786) - Colomba imperiale pezzato;
- Ducula luctuosa (Temminck, 1824) - Colomba imperiale dalle ali argento;
- Ducula spilorrhoa (G. R. Gray, 1858) - Colomba imperiale di Torres;
- Ducula subflavescens (Finsch, 1886) - Colomba imperiale giallastro.

## Conservazione
Per la bontà delle loro carni sono oggetto di caccia sfrenata da parte delle popolazioni locali, ciò ha reso molte di queste specie minacciate di estinzione.